# La Formule préférée du professeur
La Formule préférée du professeur (博士の愛した数式, Hakase no aishita sūshiki) est un roman rédigé par l'écrivaine japonaise Yōko Ogawa. En 2004, il remporte le 55ème prix Yomiuri. En 2006, une adaptation cinématographique est réalisée par Takashi Koizumi.

## Résumé
Une aide ménagère travaille auprès d'un ancien professeur de mathématiques dont les capacités mnésiques sont limitées à 80 minutes à la suite d'un accident de la route. En compagnie de son fils Root, ainsi surnommé par le professeur à cause de son crâne plat comme le signe de la racine carrée (square root en anglais), elle découvre peu à peu, par l'entremise du professeur, la beauté des nombres ainsi que les relations qui existent entre les mathématiques et la vie concrète. L'employée, monoparentale et peu éduquée, devient plus ouverte au fait que les nombres peuvent unir des individus. Le lien professionnel qui existait entre le professeur et son aide ménagère se transforme : elle développe alors avec lui un lien amical fort malgré la condition médicale du professeur.